# Zivilisierte Marktwirtschaft
Zivilisierte Marktwirtschaft ist der Titel eines 2005 erschienenen Buches des St. Galler Wirtschaftsethikers Peter Ulrich, in dem er eine konzeptionelle Neuorientierung der Marktwirtschaft unter den Gesichtspunkten der Wirtschaftsethik vorstellt. Das Buch beinhaltet die Hauptgedanken seines Werks Integrative Wirtschaftsethik, gedacht für ein breiteres Publikum.

## Inhalt
Ulrich klassifiziert sein Buch als eine „Wirtschaftsbürgerkunde“ beziehungsweise als eine "Vernunftsethik des Wirtschaftens, die nicht die Freiheit des „Eigennutzenmaximierers“, wie sie der Wirtschaftsliberalismus propagiert, sondern die Freiheit des „Wirtschaftsbürgers“ postuliert. Ulrich knüpft an den Ordoliberalismus der Freiburger Schule an, den er scharf abgrenzt vom Neoliberalismus moderner Prägung. Mit Bezug auf Alexander Rüstows Vitalpolitik sieht er in der „ordoliberalen Zweistufigkeit von vorrangiger Vitalpolitik und nachrangiger Wettbewerbspolitik [...] die grundlegende Orientierungsidee, um die längst verblasste, im Standortwettbewerb orientierungsschwach gewordene Konzeption der Sozialen Marktwirtschaft im doppelten Sinn zu revitalisieren“.
Laut dem Staatsrechtler Philippe Mastronardi setzt Ulrich damit „dem neoliberalen Glauben an den Marktmechanismus […] das Konzept einer lebensdienlichen Marktwirtschaft entgegen, die in eine globale Governance mit weltweiten Standards eingebettet ist, welche die Wirtschaft an Menschenrechte, Demokratie und Sozial- und Umweltverantwortung bindet.“
Ulrich kritisiert die Übersteigerung des marktwirtschaftlichen Gedankens zur totalen Marktgesellschaft, die das menschliche Leben und die Politik einer „Sachlogik des Marktes“ opfere. Er empfiehlt die Marktwirtschaft in die übergeordneten Gesichtspunkte der Lebensdienlichkeit, also eines guten Lebens (Sinnfrage) und eines gerechten Zusammenlebens (Legitimitätsfragen) freier und gleicher Bürger einzubinden. In diesem Sinne gehe es bei der Zivilisierten Marktwirtschaft um eine tiefgreifende Neuorientierung des Wirtschaftsdenkens, in der die demokratische Gesellschaft aufgefordert ist tragfähige Antworten auf die Herausforderungen der Wirtschaftswelt zu finden. Diese Neuorientierung erfordere aber mehr Bürgerengagement, die Bürger müssten mehrheitlich eine solche Gesellschaft wollen und den entsprechenden Bürgersinn entwickeln.

## Primärliteratur
- Peter Ulrich: Zivilisierte Marktwirtschaft. Eine wirtschaftsethische Orientierung. Aktualisierte und erweiterte Neuauflage (der TB-Ausgabe von 2005). Haupt, Bern 2010, ISBN 3-258-07604-9